# Barbula macrorrhyncha
Barbula macrorrhyncha är en bladmossart som beskrevs av Kindberg in Macoun 1892. Barbula macrorrhyncha ingår i släktet neonmossor, och familjen Pottiaceae. Inga underarter finns listade i Catalogue of Life.